# جون روبرت كونينغهام
جون روبرت كونينغهام هو طبيب كندي، ولد في 1927.